# Ніклас Крон
Ніклас Крон (швед. Niclas Kroon; нар. 5 лютого 1966) — колишній шведський тенісист.
Найвищу одиночну позицію світового рейтингу — 46 місце досяг 11 грудня 1989, парну — 94 місце — 27 лютого 1989 року.
Здобув 1 одиночний титул.
Найвищим досягненням на турнірах Великого шолома було 4 коло в одиночному розряді.
Завершив кар'єру 1996 року.

## Фінали за кар'єру

### Одиночний розряд: 1 (1 перемога)
| Легенда                |
| Великий шлем (0)       |
| Tennis Masters Cup (0) |
| Серія Мастерс ATP (0)  |
| Тур ATP (1)            |

| Результат | Ранг | Дата | Турнір             | Покриття | Суперник     | Рахунок       |
| --------- | ---- | ---- | ------------------ | -------- | ------------ | ------------- |
| Перемога  | 1.   | 1989 | Брисбен, Австралія | Тверде   | Марк Вудфорд | 4–6, 6–2, 6–4 |

### Парний розряд: 1 (1 поразка)
| Результат | Ранг | Дата | Турнір               | Покриття | Партнер       | Суперники                 | Рахунок       |
| --------- | ---- | ---- | -------------------- | -------- | ------------- | ------------------------- | ------------- |
| Поразка   | 1.   | 1988 | Swedish Open, Швеція | Ґрунт    | Стефан Едберг | Патрік Баур Удо Ріглевскі | 7–6, 3–6, 6–7 |